# Högåsen
För andra betydelser, se Högåsen (olika betydelser).
Högåsen är en tidigare småort i Karlskoga kommun, Örebro län. Orten är belägen nära gränsen till Degerfors kommun. 2015 hade folkmängden minskat och småorten upplöstes.

## Högåsens gästgiveri
Högåsen gästgiveri var en tidigare gästgivargård vilken varit verksam under 1850-talet. 